# Radomír Stachura
Pas d'image ? Cliquez ici
Radomír Stachura surnommé Radek est un copilote tchèque de rallye-raid. Il est vainqueur en catégorie camion du Rallye Dakar 1988, 1994, 1995, 1998 et 1999 en tant que copilote de son compatriote Karel Loprais,,.

## Palmarès

### Résultats au Paris-Dakar
| Année | Catégorie | Constructeur | Position | Victoires d'étape | Pilote        |
| ----- | --------- | ------------ | -------- | ----------------- | ------------- |
| 1986  | Camion    | Tatra        | Abd.     |                   | Karel Loprais |
| 1987  | Camion    | Tatra        | 2e       |                   | Karel Loprais |
| 1988  | Camion    | Tatra        | 1er      |                   | Karel Loprais |
| 1990  | Camion    | Tatra        | 4e       |                   | Karel Loprais |
| 1991  | Camion    | Tatra        | 4e       |                   | Karel Loprais |
| 1992  | Camion    | Tatra        | 3e       |                   | Karel Loprais |
| 1994  | Camion    | Tatra        | 1er      |                   | Karel Loprais |
| 1995  | Camion    | Tatra        | 1er      |                   | Karel Loprais |
| 1996  | Camion    | Tatra        | 2e       |                   | Karel Loprais |
| 1998  | Camion    | Tatra        | 1er      | 2                 | Karel Loprais |
| 1999  | Camion    | Tatra        | 1er      | 1                 | Karel Loprais |
| 2000  | Camion    | Tatra        | 2e       | 3                 | Karel Loprais |